# Leslie, Arkansas
Leslie là một thành phố thuộc quận Searcy, tiểu bang Arkansas, Hoa Kỳ. Năm 2010, dân số của thành phố này là 441 người.

## Dân số
- Dân số năm 2000: 482 người.
- Dân số năm 2010: 441 người.